# Ciprian Porumbescu (Suceava)
Ciprian Porumbescu (bis 1954 Stupca; deutsch Stupka) ist eine rumänische Gemeinde im Kreis Suceava, die nur aus dem gleichnamigen Dorf besteht. Die Gemeinde wurde zu Ehren des rumänischen Komponisten Ciprian Porumbescu benannt, der dort 1883 starb.

## Lage

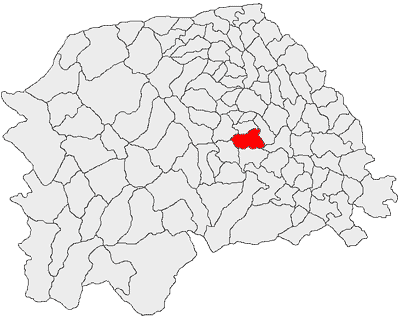
Lage der Gemeinde Ciprian Porumbescu im Kreis Suceava

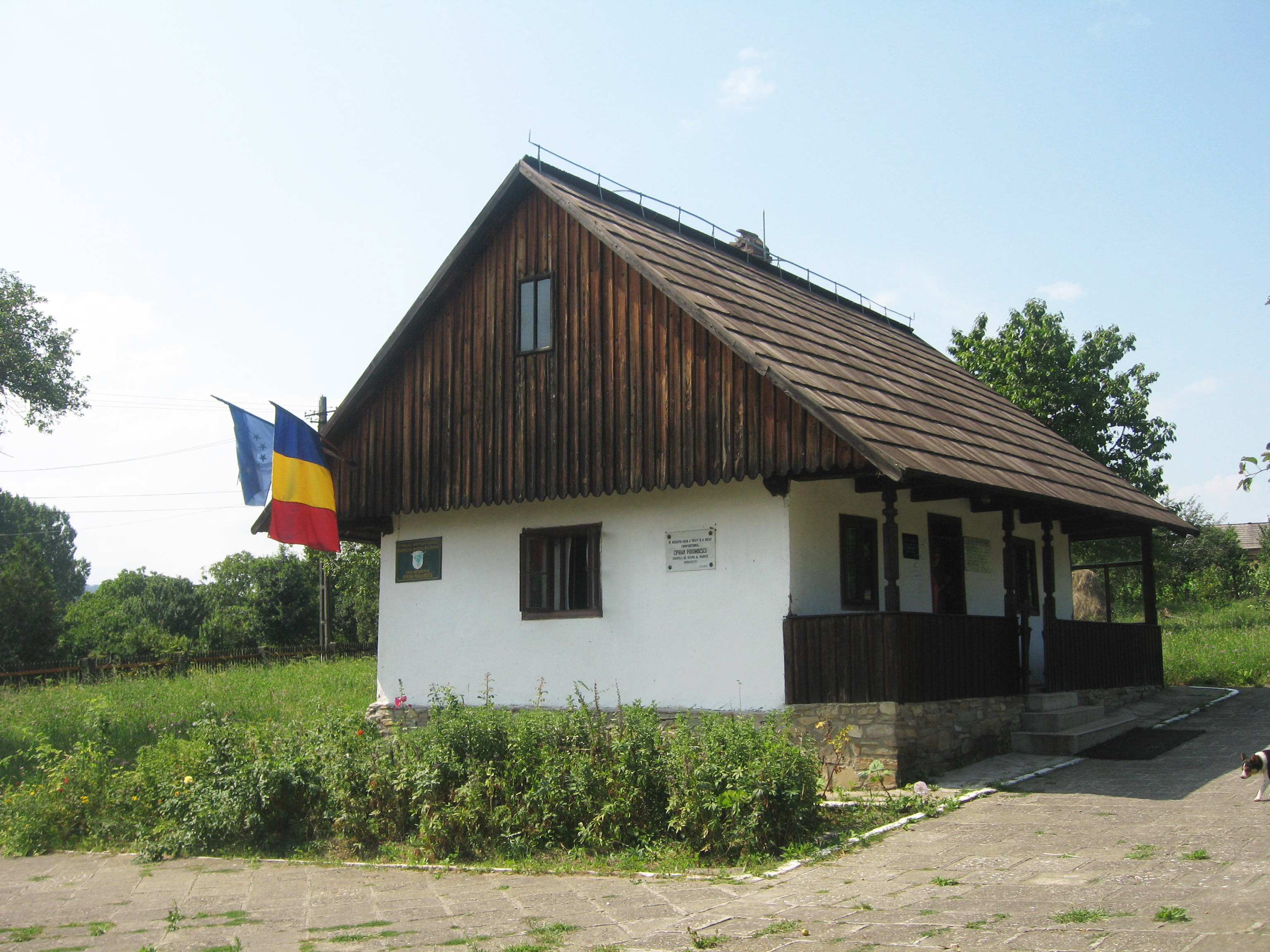
Gedenkhaus Ciprian Porumbescu

Der Ort Ciprian Porumbescu befindet sich in der Westmoldau am Oberlauf des Șomuzul Mare – ein rechter Nebenfluss des Sereth – und an der Kreisstraße (drum județean) DJ 178, 18 Kilometer von Gura Humorului, 30 km von Suceava und 40 Kilometer von Fălticeni entfernt.

## Geschichte
Das Dorf Stupca wurde 1350 gegründet. Erste Dokumente erwähnen Stupca im Jahr 1546. 1615 löste der Woiwode Ștefan Tomșa II das Dorf Stupca von der Verwaltung in Suceava und schenkte es dem Kloster in Solca (Solka). Im Jahr 2002 trennte sich das Dorf Bălăceana von der Gemeinde Ciprian Porumbescu und wurde eine eigenständige Gemeinde.

## Persönlichkeiten
- Ciprian Porumbescu (1853–1883), Komponist
- Alexandru Bidirel (1918–1985), Violinist
- Severin Baciu (1926–2011), Abgeordneter der rumänischen Abgeordnetenkammer, Legislaturperiode 1990–1992[3]